# Le Hasard et la Violence
Le Hasard et la Violence is een Frans-Italiaanse film van Philippe Labro die werd uitgebracht in 1974.

## Samenvatting
De criminoloog en socioloog Laurent Bermann verblijft tijdens het laagseizoen aan de Côte d'Azur om er in alle rust een tekst over geweld te schrijven. Met dat essay wil hij zijn critici van antwoord dienen. Hij wordt echter het slachtoffer van fysieke agressie wanneer hij wordt aangevallen door een karatemaniak. Hij weigert klacht neer te leggen. Hij laat zich wel verzorgen door de plaatsvervanger van de lokale arts, de jonge en aantrekkelijke Constance Weber. Hij wordt algauw verliefd op haar.

## Rolverdeling
| Acteur              | Personage              |
| ------------------- | ---------------------- |
| Yves Montand        | Laurent Bermann        |
| Katharine Ross      | dokter Constance Weber |
| Jean-Claude Dauphin | Gilbert Morgan         |
| Catherine Allégret  | de immobiliënagent     |
| Sergio Fantoni      | inspecteur Tanner      |
| Giuseppe Addobbati  | dokter Morgan          |
| Antonio Casagrande  | Gérard                 |